# Apophthegmata Patrum
«Apophthegmata Patrum» (лат. Apophthegmata Patrum Aegyptiorum, греч. ἀποφθέγματα τῶν ἁγίων γερόντων, ἀποφθέγματα τῶν πατέρων, τὸ γεροντικόν — Изречения египетских отцов, Достопамятные сказания о подвижничестве святых и блаженных отцов; греч. apo, от; phtheggomai, говорить, сказывать; pater, отец) — агиографический памятник, сборник изречений (апофегм) отцов-пустынников раннего христианства. Создан предположительно в V веке или в IV—VI веках.
Сборник содержит высказывания, афоризмы, истории, назидательные поучения, касающиеся духовной жизни, аскетических и монашеских принципов, этики, и приписываемые первым христианским отшельникам и монахам, подвизавшимся в Египетской пустыне, а также на Синайском полуострове и в Палестине.
Тексты «Apophthegmata Patrum» сохранились на латинском и греческом языках. Кроме того, имеются различные варианты сборника на других языках христианского Востока (коптском, сирийском, грузинском, армянском, арабском, эфиопском (геэз) и других).
Последующие переводы текстов сборника оказали существенное влияние на развитие монашества и стали весьма популярными в странах христианской традиции. Отмечено и влияние этого произведения на развитие старчества на Руси. Сделанные с греческого языка славянские переводы текстов «Apophthegmata Patrum» вошли в состав различных патериков.